# Résolution 1038 du Conseil de sécurité des Nations unies
Membres permanents
- Chine
- États-Unis
- France
- Royaume-Uni
- Russie

Membres non permanents
- Allemagne
- Botswana
- Chili
- Corée du Sud
- Égypte
- Guinée-Bissau
- Honduras
- Indonésie
- Italie
- Pologne

Résolution no 1037 Résolution no 1039
La résolution 1038 du Conseil de sécurité des Nations unies est adoptée à l'unanimité lors de la 3 619e séance du Conseil de sécurité des Nations unies le 15 janvier 1996, après avoir rappelé les résolutions précédentes sur la Croatie, notamment les résolutions 779 (1992), 981 (1995) et 1025 (1995), le Conseil a autorisé la Mission d'observation des Nations unies à Prevlaka (MONUP) à continuer de surveiller la démilitarisation dans la région de la péninsule de Prevlaka en Croatie.
Le Conseil a pris acte d'un accord par lequel les présidents de la Croatie et de la République fédérale de Yougoslavie (Serbie-et-Monténégro) concernant la démilitarisation et a souligné la contribution que cela avait apportée à la diminution des tensions dans la région.
Les observateurs surveilleront la démilitarisation dans la péninsule de Prevlaka pendant une période de trois mois, et le Conseil prolongera cette période de trois mois supplémentaires dès réception d'un rapport du secrétaire général. Le 15 mars 1996, le secrétaire général Boutros Boutros-Ghali a été invité à faire rapport au Conseil sur la situation dans la région et sur les progrès réalisés par les parties pour résoudre leurs différends, ainsi que sur l'éventuelle prolongation du mandat des observateurs militaires. Enfin, les observateurs et la force de mise en œuvre établie dans la résolution 1031 (1995) ont été invités à coopérer entre eux.